# Dichelomorpha malaccensis
Dichelomorpha malaccensis är en skalbaggsart som beskrevs av Moser 1917. Dichelomorpha malaccensis ingår i släktet Dichelomorpha och familjen Melolonthidae. Inga underarter finns listade i Catalogue of Life.